# Hemerodromia subspinosa
Hemerodromia subspinosa är en tvåvingeart som beskrevs av Yang, Zhang och Zhang 2007. Hemerodromia subspinosa ingår i släktet Hemerodromia och familjen dansflugor. Inga underarter finns listade i Catalogue of Life.